# Sierra de Cubitas
Sierra de Cubitas es un municipio cubano ubicado al norte de la provincia de Camagüey. Constituye el grupo orográfico más importante de la provincia con un predominio de la topografía cársica, donde se localizan numerosas cavernas de incomparable belleza y algunas guardan el tesoro arqueológico y cultural de las pinturas rupestres indocubanas, por lo cual han sido declaradas monumento local, de ellas: 7 cuevas con pictografías y 3 sitios naturales.

## Ubicación
Históricamente el territorio cubiteño ha sufrido notables variaciones de en cuanto a su extensión territorial pues en 1778 como partido abarcaba área del actual municipio es Esmeralda como el caso de Caonao, Guanaja, Jigüey y otros de territorios vecinos como Minas y Camagüey que van a aparecer como parte del territorio cubiteño, pero dentro el contexto histórico en que se desarrolla. 
Después de la división político-administrativa surge el municipio Sierra de Cubitas, el segundo más pequeño de la provincia de Camagüey, se encuentra ubicado en la zona norte de la misma, posee una extensión territorial de 559 km. cuadrados, con una población de 18, 503 habitantes que representa una densidad de 33,2 habitantes por km. cuadrados, limita al norte con la bahía de La Gloria y parte del municipio Esmeralda, al este con el municipio de Minas, al sur parte del municipio Minas y Camagüey y al oeste con el municipio de Esmeralda.

## Historia
- Evidencias antropológicas

Las evidencias antropológicas han demostrado que los grupos que habitaron la Sierra de Cubitas y la llanura Costera al norte, son los pertenecientes a los agroalfareros, los cuales comenzaron a moverse por el arco antillano al comienzo de nuestra era, realizando estas migraciones, algunos investigadores plantean que se realizaron desde el área del Río Orinoco y en otras regiones más al occidente de Venezuela, como las correspondientes al Lago Valencia, a los comienzos de nuestra era en el año 1000 de la misma.
En nuestro archipiélago, lo agroalfarero está presente hacia el año 500 de nuestra era y podemos decir, que su vida como cultura arqueológica definida puede haber terminado en el año 1511, en que se produce el proceso concreto de la colonización de Cuba por los conquistadores españoles.
En los diez siglos que median del 500 – 1500 los agroalfareros se extendieron por casi toda Cuba, entrando en contacto con otras culturas. Recibieron influencia de otras áreas y crearon la Comunidad más compleja de nuestra etapa aborigen.
A la llegada de los conquistadores a Cuba refieren la existencia de indios agricultores y ceramistas en las regiones oriental y central y en menor escala la presencia de otros aborígenes con un nivel inferior de desarrollo cultural en la parte occidental de la isla.
Estos agroalfareros se desplazaron en nuestro archipiélago de este a oeste. Conocemos también que llegaron en distintos momentos de desarrollo de esta etapa en el área del Caribe.
La unión de aquellas peculiaridades ecológicas locales que hubieran de encontrarse en nuestro país, los llevó a distintas zonas que en un momento determinado pudieron ser las ideales para un equilibrio entre la tecnología que poseían y el medio que explotaban. Los agroalfareros se fueron asentando a lo largo de Cuba en lugares diversos. Preferían sitios altos donde construían sus habitaciones y alrededor de los cuales hacían sus sembrados; procurando estar cercanos a algún arroyo, no importándole encontrarse alejados de las costas varios kilómetros. Otras veces se ubicaban en la desembocadura de algún río; los que le permitían tener sus zonas de siembra a lo largo de su cauce y poder comunicarse por esta vía fluvial con las zonas interiores para la caza y recolección.
En algunas oportunidades vivieron en zona montañosas bastante intrincadas y alejadas de la costa, prefirieron también aquí vivir a la orilla de los ríos o de los arroyos existentes entre montañas. Tal es el caso de los aborígenes que habitaron la Sierra de Cubitas.
Eran hermosos físicamente, de baja estatura, color aceitunado, pelo lacio y fuerte, y de ojos expresivos, acostumbraban a practicar la deformación craneana, aplicada en los niños recién nacidos. Con este fin le ponían en la frente una tablilla que era amarrada en el occipital. En el Caribe y en Cuba el más frecuente fue denominado deformación fronto – occipital tabular oblicua.
Estos grupos construían sus viviendas de madera de palma y guano con diferentes formas: La forma circular y techo cónico (Caneyes). La forma rectangular (Bohíos y Barbacoas construidas a la orilla de los ríos y lagunas).
- Antes y después del triunfo revolucionario

Para 1778, la villa estaba más desarrollada, el Partido pedáneo de Cubitas era uno de los más extensos de la isla, contando con dos aldeas y 7 caseríos, así como el Puerto de La Guanaja que adquiere singular importancia durante dos siglos para el comercio de la Villa de Santa María del Puerto del Príncipe con el exterior. Como en toda Cuba, esta zona tuvo participación en las luchas emancipadoras, estableciéndose el puerto de La Guanaja para el correo mambí; la Sierra sirve de abrigo a las tropas mambisas y a familias principeñas que se vieron obligadas a abandonar la ciudad.
El 27 de diciembre de 1868, zarpa por el puerto de La Guanaja la primera expedición de la Goleta Galvanic, dirigida por el mayor general Manuel de Quesada y Loynaz. Esta expedición constituye una inyección para los patriotas, hasta entonces pobres en armas, municiones y otros pertrechos militares.
En la guerra de 1895, en las sabanas de Cubitas, se desarrollaron importantes combates, entre ellos: El Mulato, Piloto, La Guanaja, El Jigüey y otros. Operaron en la zona jefes militares como el general de brigada Maximiliano Ramos y el comandante Regino Avilés Marín (natural del territorio).
El 1.º de enero de 1959 significó para Sierra de Cubitas un cambio económico y social en la vida de sus pobladores. Se comienzan a organizar planes de desarrollo agropecuario, entre ellos novedosos sistemas de riego en cítricos y cultivos varios.
El territorio contaba con solo cinco escuelas primarias y un elevado índice de analfabetismo al triunfar la Revolución, por lo que en 1973 surge el plan educacional de Escuelas en el Campo, como una necesidad para resolver el problema de la enseñanza media en la provincia, llegando a una matrícula de hasta 10 000 estudiantes en cada curso.
Todas estas Escuelas en el Campo fueron un fracaso total del castrismo. En un breve tiempo fueron cerrando y en la actualidad la mayoría son complejos de edificios en ruinas.
Muestra del esfuerzo y el empeño que se propuso la provincia, y en especial Cubitas, fue que desde el año 1977 y hasta el 1981 se graduaron 432 profesores del Destacamento Pedagógico "Manuel Ascunce Domenech", en diferentes asignaturas.
Junto a las conquistas alcanzadas en el desarrollo económico - social, se alzan las gloriosas páginas de heroísmo escritas por cientos de combatientes que han luchado por la independencia de otros pueblos, especialmente en Angola, donde ofrendaron sus vidas los hijos de este pueblo: Pedro Padrón Alemán, Antonio Hernández Ruiz, Leónides González Despaigne y Leandro Ballagas Basalto.

## Características
- Física-Geográfica

La Sierra de cubitas constituye el grupo orográfico más importante de la provincia de Camagüey, este ocupa gran parte de la región física-geográfica denominada de igual modo Sierra de cubitas e incluye además parte de las extensas sábanas que se extienden hasta la cercanía de la ciudad de Camagüey y la llanura costera por el norte.
Posee una extensión territorial 559 km² y tiene una población de 18 503 habitantes distribuidos en 5 consejos populares. La población rural con un total de 7737 y la urbana con un total de 10 766 habitantes. El territorio de Sierra de Cubitas debe su nombre a que está rodeado por diferentes elevaciones que lo asemejan a Santiago de Cuba.
Las elevaciones más importantes del municipio son los cerros de tuabaquey y limones con 330 y 309 metros de altura sobre el nivel del mar, éstas están separadas por el desfiladero conocido por los paredones.
- Hidrografía

El escurrimiento superficial de este territorio está compuesto por pequeños arroyos, sin que se advierta la existencia de ríos de importancia a esta sección del segmento del río Máximo donde su trayectoria fluvial ha logrado su causa a través de calizas marmóreas que datan del período terciario, crea una bella galería conocida por Los Cangilones. En la zona existen formaciones forestales de importancia formadas por bosques simicaducifolios.
- Fauna

La fauna es abundante en la Sierra, donde la intrincada vegetación hace el papel de seguro refugio a gran número de especies endémicas cubanas, entre las que se encuentran el murciélago de Jata, variedades de mariposas, ranitas, venterillas y el escorpión.
- Suelo

El Valle de Cubitas en la parte norte del municipio cuenta con extensas áreas transformadas de lateritas rojas y suelos de gran utilidad dedicada fundamentalmente a los cultivos de cítricos, le sigue la producción de viandas, caña y ganadería.

## Desarrollo económico
El municipio Sierra de Cubitas posee un desarrollo económico superior al que existía anterior al triunfo revolucionario en enero de 1959, este desarrollo le ha permitido al municipio permanecer como uno de los territorios más productivos de la provincia de Camagüey, garantizando una parte de la alimentación de sus habitantes y exportando a otros territorios de la provincia y el país algunos de sus productos como cítricos y viandas.
El municipio está constituido por diferentes comunidades donde residen más de 18000 habitantes que son los encargados de la producción y los servicios, además de la educación y la salud entre otros.

## Renglones económicos y producciones existentes en el municipio
- Cítricos

La empresa de Cítricos Sola está compuesta por varias cooperativas de producción independiente que producen los diferentes tipos y variedades de cítricos que se comercializan en el municipio, provincia y otros territorios del país, como es el caso de la cosecha de toronjas dirigida a otras provincias y la producción de cítricos especiales para el turismo.
La empresa está enfrascada en el perfeccionamiento empresarial que le permite aumentar la producción de cítricos y otros productos en diferentes autoconsumo para garantizar la alimentación de sus trabajadores. La empresa cuenta con un centro de cálculo, donde se automatiza los datos referentes a la producción.
Entre los cítricos que se cultivan en el territorio se encuentran:
- Toronja
- Limón
- Mandarina
- Naranja

- Cultivos varios

La Empresa de Cultivos Varios perteneciente al EJT, está compuesta por varias granjas de producción agrícola y cooperativas de créditos y servicios que son las encargadas de abastecer a la población del municipio de viandas y hortalizas, además de comercializar productos agrícolas a otros territorios de la provincia, principalmente a la ciudad de Camagüey, es el caso de la papa que se ha producido en el territorio y ha permitido garantizar el abastecimiento a toda la provincia. Dentro de las producciones que más se destacan se encuentra:
- Plátano de diferentes variedades y tipos.
- Yuca
- Maíz
- Papa
- Frijoles
- Calabaza
- Boniato

Otras producciones como las hortalizas se garantizan a la población del territorio como es el caso de la lechuga, tomates, ajíes, etc. También se produce yuca para la confección del casabe.
- Casabe

En el consejo popular Vilató existen varias casaberas que se dedican a la producción del casabe, alimento utilizado por la población del territorio desde el surgimiento de los primeros asentamientos. Esta práctica fue transmitida hasta nuestros días de generación en generación, pues fue plato favorito en la alimentación de nuestros aborígenes.

## Otros
- Ganadería

En los últimos años la ganadería ha alcanzado un nivel de desarrollo y producción de leche, permitiendo que algunas comunidades se autoabastezcan de leche fresca para los niños de hasta 6 años, además de contribuir a la entrega a círculos infantiles, hogares de ancianos y casa de abuelos.
- Panaderías y dulcerías

Existen en el territorio varias panaderías que garantizan el abastecimiento de pan y dulces a todas las comunidades del municipio, se abastecen las escuelas del plan educacional que reúnen estudiantes preuniversitarios de toda la provincia e incluye varias escuelas primarias y secundarias, además de los círculos infantiles, casas de abuelo y centros de trabajo, sin dejar de garantizar los productos que se comercializan en los centros gastronómicos y cafeterías del municipio.
- Cantera

La cantera, Vietnam Heroico, del municipio, está ubicada en la Sierra de Cubitas y garantiza la producción de áridos y materiales para la construcción de la provincia. Es la única de su tipo en territorio camagüeyano, durante los últimos cinco años se ha enfrascado en la producción para garantizar la construcción de obras de la Batalla de Ideas, por lo que ha sido reconocido el esfuerzo de sus trabajadores por su aporte a esta hermosa labor. Para garantizar la producción cuenta con una Bloquera que produce los bloques utilizados principalmente en la construcción de viviendas.
- Planta de asfalto

En el municipio existe una planta de asfalto que aunque posee una tecnología antigua produce el asfalto necesario para mantener en buen estado nuestras carreteras y otros viales del territorio y la provincia.
- Comunicaciones

La empresa de Telecomunicaciones en el municipio cuenta con una gerencia que está realizando un cambio de tecnología con el objetivo de digitalizar el territorio y lograr la calidad en las comunicaciones con otros territorios principalmente con el montaje de dos plantas en las principales comunidades.
- Tabaco

En Sierra de Cubitas ha surgido como uno de los territorios que se dedican a la producción del tabaco, producto que se introdujo hace varios años y que ha alcanzado un desarrollo acelerado con la creación de nuevas cooperativas y productores independientes ya que el municipio cuenta con las condiciones naturales necesarias para desarrollar este cultivo con calidad.
- Servicios Comunales

La empresa de Servicios Comunales, Vanguardia Nacional durante varios años posee uno de los mejores colectivos de trabajo que le ha permitido garantizar la limpieza de las comunidades, el cultivo de flores y recolectar materiales reciclables, además de la producción de fertilizantes a partir de los productos de desechos.
- Acueductos

La empresa de Acueductos es la encargada de garantizar el abasto de agua a las diferentes comunidades y poblados, para ello cuenta con instalaciones hidráulicas y la transportación del preciado líquido mediante pipas hasta las comunidades y hogares.
- Organización Básica Eléctrica (OBE)

Es la empresa que se encarga de garantizar la electrificación, reparación y mantenimiento en los diferentes asentamientos poblacionales del territorio, actualmente se encuentra dentro de la revolución energética con la instalación de nuevos grupos electrógenos que garantizan el suministro de energía que demanda el municipio y entregar a la red nacional.

## Gastronomía y comercio
- Gastronomía

En todas las comunidades existen centros gastronómicos con ofertas de productos elaborados. Es uno de los sectores en los que hay que trabajar con mayor intensidad para recuperar calidad y demanda.
- Comercio

La empresa de comercio es la encargada de garantizar a la población todos los productos alimenticios que se ofertan a través de cafeterías, merenderos y otros, además de garantizar el abastecimiento a los centros estudiantiles y de trabajo.
- Tienda de recaudación de divisas

El municipio cuenta con dos tiendas de recaudación de divisas, varios puntos de venta que garantizan los productos de mayor demanda en la población y la recaudación de divisas.

## Desarrollo Social
- Educación

En el municipio, la educación juega un papel fundamental en el desarrollo cotidiano ya que aquí radica uno de los planes educacionales más grandes del país que alberga a la mayoría de los estudiantes de preuniversitarios de toda la provincia. De una población total de 18429 habitantes la población estudiantil fluctúa alrededor de los 9740 estudiantes, con una población femenina que ocupa 52,5%, la base fundamental de desarrollo económico es agrícola y el nivel de escolaridad es elevado.
El plan educacional de Sierra de Cubitas fue fundado en septiembre de 1973, gracias a los esfuerzos de la Revolución cubana de eliminar el analfabetismo en Cuba, principalmente en sus campos, además de hacer fiel aquel principio del Héroe Nacional José Martí de combinar el estudio con el trabajo para contribuir en la formación del hombre nuevo que la patria necesita.
Para ello se construyeron muchas escuelas en el campo que no solo cumplen con las actividades docentes y productivas sino que también realizan actividades culturales, deportivas y recreativas entre otras incluyendo las relacionadas con la preparación para la defensa, donde los jóvenes estudiantes han demostrado cada vez más su apoyo al proceso revolucionario cubano y a las ideas del socialismo.
La educación en Sierra de Cubitas cuenta con todos los niveles de enseñanza, en los que se prepara a los niños, jóvenes y adultos en las diferentes materias. Como parte de la Batalla de Ideas y el proceso de universalización de la educación, en el municipio de inauguraron las sedes universitarias correspondientes a los centros de altos estudios existentes en la provincia de Camagüey, los que ha propiciado el desarrollo intelectual de la población del territorio llegando a estar el 12 grado como promedio general de estudios vencidos para una población de más de 18, 000 habitantes.
Si comparamos a Sierra de Cubitas en la actualidad con lo que existía antes del triunfo revolucionario de 1959 podemos llegar a la conclusión de que es un sueño hecho realidad pues antes del triunfo de la revolución en el territorio que hoy ocupa este municipio, no había escuelas como las actuales, tampoco había carreteras, edificios, casas de cultura, cines, no había prácticamente nada de lo que existe actualmente sin mencionar que en cada escuela primaria existe un laboratorio de computación, en cada aula existe un televisor y un video para las video clases y otras actividades que realizan los pioneros.
Estos medios que forman parte del programa audiovisual presente en todos los niveles de la educación en el municipio. Contamos con una Escuela Formadora de Trabajadores Sociales que garantiza la preparación de los jóvenes llamados a ser los médicos del alma en el territorio que posee más de 150 jóvenes integrados a estas tareas.
Existen en el municipio dos Joven Club de Computación y Electrónica que tienen la misión de contribuir a la informatización de la población en el territorio dando prioridad a los niños, jóvenes y personas de la tercera edad, sin dejar a nadie abandonado en el campo de las nuevas tecnologías de la información donde podemos ver a los discapacitados que cada día visitan estas instituciones con el objetivo de aprender y demostrar que una discapacidad no le impide ser personas normales. El plan educacional para la enseñanza media superior, reconocido con el nombre de Sola, cuenta con las siguientes escuelas, todas hoy cerradas y en ruinas:
- Sola 1 – Pepito Tey - Escuela Especial
- Sola 2 – IPVCP Alzamiento de las Clavellinas
- Sola 3 – ESBEC Eduardo A. Piña
- Sola 5 – IPUEC Campaña de la Reforma
- Sola 6 – IPUEC Antonio Varona
- Sola 7 – IPA Manuel Boza
- Sola 8 – IPUEC Jesús Suárez Gayol
- Sola 9 – ESBEC Reunión de las Minas
- Sola 10 – IPR Combate Cocal del Olimpo
- Sola 11 – IPUEC Rescate de Sanguily
- Sola 12 – IPUEC Alfredo Álvarez Mola
- Sola 13 – IPUEC Francisco Agüero
- Sola 14 – IPUEC Ángel del Castillo
- Sola 15 - Luis Fernández
- Sola 16 – IPUEC Fuera de Servicio
- Sola 17 – IPUEC Amado Fernández
- Sola 18 – IPUEC Asamblea de Jimaguayú
- Sola 19 – IPUEC Rafael Martines
- Primaria Héroe de Yaguajay
- Primaria Mariana Grajales
- Secundaria Lázaro A Molina
- Secundaria Orlando González Ramírez

Todas estas escuelas albergan a los estudiantes de los 13 municipios de la provincia de Camagüey, donde reciben la preparación necesaria para posteriormente incorporarse a estudios superiores según su vocación profesional. La cantidad de graduados debe aumentar considerablemente en el periodo actual ya que la Sede Universitaria Municipal realizará en el mes de julio su primera graduación, a lo que se sumarán las restantes sede en los próximos años ya que forman parte de la universalización de la educación superior, programa de la Batalla de Ideas surgido hace unos años y teniendo en cuenta que la mayoría de las carreras universitarias tienen un periodo de cinco años duración.
- Escuela primaria Forjadores del Futuro

El seminternado Forjadores del Futuro existía anteriormente en el poblado de Sola, cabecera municipal pero las condiciones constructivas eran ya inadecuadas para la continuidad de las clases a los menores por lo que se decidió aprovechar la efervescencia de todo un pueblo envuelto en la batalla de ideas y con la participación de toda la población en horas donadas voluntariamente se logró la remodelación completa de la escuela, además de construir nuevas aulas y agregar otros servicios que no contaba anteriormente para que la calidad del curso escolar sea a la altura que merecen los pioneros cubanos que están presentes en cada batalla de nuestro pueblo y que son como dijo José Martí, el Héroe Nacional de todos los cubanos los niños son la esperanza del mundo.
Es por ello que el pueblo cubiteño bajo la dirección del partido y el gobierno, la participación de la empresa constructora de la educación, hicieron posible tan hermosa obra para el disfrute de los hijos de los cubiteños que hoy defienden las conquistas de la revolución y que ayer fueron estudiantes en las mismas aulas que hoy albergan a sus hijos.
Al calor de la Batalla Ideas se puso en manos de los estudiantes de secundaria básica la merienda escolar que garantiza a los estudiantes permanecer en la escuela hasta la tarde y recibir todas las clases, ejercicios y actividades que allí se realizan. Además de los televisores, videos, computadoras y otros medios que han sido introducidos en las escuelas del país para que la batalla por la educación alcance en el municipio Sierra de Cubitas el único camino disponible para sus habitantes. La victoria de las ideas.

## Cultura y deporte
En Sierra de Cubitas existe una intensa tradición cultural de vertiente haitiana, la que se manifiesta principalmente a través de la música y los bailes populares que han llegado hasta nuestros días, prueba de esto son los grupos folklóricos Caidije y Dance Nuveau.
La conocida Danza Caidije se formó en el año 1926 en el batey del mismo nombre. Desde entonces se ha mantenido fuerte en la tradición de Semana Santa donde se reúnen varios paisanos de diferentes bateyes como son La Lima, La Esperanza, Senado, Minas, El Veinticuatro, La Grabiela, La Tumba, y por supuesto Caidije.
Según testimonio de Antonia Vacil (descendiente de Haitianos), “ellos se dirigían de batey en batey, cantando, bailando y agitando banderas. Su música Folklórica retumba a lo largo de los caminos, esto lo realizaban principalmente en Semana Santa.
Estas tradiciones han provocado intercambios culturales con países como Bélgica. Dance Noveau, hija de la agrupación danzaria Caidige, mantiene el mismo estilo, ritmo y bailes tradicionales que su predecesora. Esta agrupación de reciente formación se ha hecho pública en diferentes escenarios de nuestro municipio así como en los aledaños, siendo acogida su música y bailes folklóricos por los visitantes extranjeros de México, Canadá, Costa Rica, Estados Unidos y Cuba entre otros.
Ente sus bailes figuran el Gagá y Budú: Baile tradicional que se efectúa en todas las Semanas Santas y en celebraciones de la resurrección de Cristo. Domé: Se realiza en representación de los santos mayores: Eleguá, dueño de Ogún: es el dueño del monte y significa la guerra. Machete: Constituye la fiesta a la Tradición del Gagá, bailando este instrumento con que destroza los montes puede ser, indistintamente, belicoso en su danza de trabajo.
Entre las tradiciones musicales del municipio tenemos la Conga y la Comparsa, siendo esta última la más antigua. La Conga Cubiteña y su comparsa se presentan en las Jornadas de la Cultura principalmente entre otros eventos municipales y provinciales. Desde la década del cuarenta, específicamente en 1942 se organizan en nuestro poblado las comparsas, en sus inicios no se hacían acompañar en sus por la conga, sino por grupos musicales del patio o foráneos, y en alguna ocasión por algún vecino que tocara algún instrumento que lo acompañara.
Su origen era campesino, así como sus bailes, se organizaban en los poblados de La Gloria y Sola, siendo dirigidas por Nila Guanchi hasta 1958, tuvieron diferentes nombres como: Los Guajiros, Guaracheros, Las Damicelas, Los Valientes, entre otros. En 1958 se fusiona el baile campesino con los bailes y música afrocubana donde por primera vez empiezan a acompañarse con la conga.
La Conga en Cubitas tuvo su luz en los años 1957 y 1958, asientado en un grupo de descendientes de Haitianos quienes conviven en el Batey de Saimí, la organizan con barriles de manteca y cueros de vaca, sartenes domésticos y tumbadoras confeccionadas de pedazos de madera de Cedro, hacen su primera presentación en público en el poblado de Saimí, extendiendo se posteriormente al batey de Imías.
Al siguiente año visitan el poblado de Sola donde se fusiona con la comparsa. Está unión de la conga y la comparsa fue dirigida por la ¨ Niña Soria ¨ y como coreógrafo Trino Soria. Siendo (Los Gigantes) apadrinada por Andrés Pousa.
Después de 1959, todas estas manifestaciones culturales fueron beneficiadas por el proceso revolucionario. Hasta nuestros días, han pasado por varias direcciones, en la actualidad desde el 2003 es dirigida por el Promotor Cultural Roberto Pedroso Soria y Nancy Richardson.
- Deporte

En los momentos actuales la Revolución necesita que el desarrollo y bienestar de los niños, jóvenes y adultos desde la base y teniendo presente el juego como medio fundamental en edades preescolar y la mayoría de capacidades y habilidades mediante la educación física, el deporte y la recreación sana, de hecho se convierte en un derecho de todos en especial de los estudiantes.
La masividad de nuestro pueblo o la actividad física han sido y serán la esencia de nuestras ideas y gracias a ellos hoy somos fuertes y contamos con el orgullo de los resultados alcanzados.
Es por eso que el llamado se concentra en consagración de nuestros profesores, activistas y trabajar más sobre las deficiencias para elevar resultados. Aun es necesario tomar decisiones que garantice la calidad de los servicios y lograr incorporar a toda la población a las actividades. MISIÓN -Promovemos e impulsamos el deporte competitivo con la información integral de los deportistas. -Somos parte del pueblo y a él nos debemos -Estamos sustentados en la utilización de los recursos humanos altamente calificados y en la aplicación de los adelantos científicos – técnicos. -Llevamos la práctica del deporte y la masificamos hasta los lugares más intrincados del territorio. -Representamos los ideales, la imagen y la filosofía del deporte socialista cubano.

## Batalla de ideas
Desde el comienzo de la Batalla de Ideas en el territorio se han realizado diferentes actividades desde marchas de apoyo, trabajos voluntarios y productivos, donaciones de sangre, que han permitido demostrar que el pueblo cubiteño está en la vanguardia de esta lucha que comenzó con el secuestro del niño Elían González y que continúa en la batalla por la liberación de los cinco héroes cubanos que se encuentran presos en las cárceles del imperio por luchar contra el terrorismo
Dentro de las obras de la Batalla de Ideas en el municipio Sierra de cubitas están la construcción de obras de choque para la población que tienen un alto contenido social para nuestro pueblo y han representado todos los factores económicos, políticos y sociales de los pobladores cubiteños.

## Obras
Joven Club de Computación y Electrónica. Sala de rehabilitación. Policlínico 13 de marzo. Escuela primaria Forjadores del Futuro. Para la construcción de estas obras fue convocado el pueblo cubiteño que en horas de trabajo voluntario permitieron que las obras quedaran inauguradas en la fecha señalada y con calidad para darle servicio a toda la población aumentando la cultura general integral de nuestro pueblo y la salud que ha alcanzado un alto desarrollo en los últimos años en el territorio.